# العلاقات الفلبينية المارشالية
العلاقات الفلبينية المارشالية هي العلاقات الثنائية التي تجمع بين الفلبين وجزر مارشال.

## مقارنة بين البلدين
هذه مقارنة عامة ومرجعية للدولتين:
| وجه المقارنة                                              | الفلبين                       | جزر مارشال                     |
| --------------------------------------------------------- | ----------------------------- | ------------------------------ |
| المساحة (كم2)                                             | 343.45 ألف                    | 181                            |
| عدد السكان (نسمة)                                         | 104.92 مليون                  | 53.13 ألف                      |
| الكثافة السكانية (ن./كم²)                                 | 305.49                        | 29.35 ألف                      |
| العاصمة                                                   | مانيلا                        | ماجورو                         |
| اللغة الرسمية                                             | اللغة الفلبينية، لغة إنجليزية | لغة إنجليزية، اللغة المارشالية |
| العملة                                                    | بيسو فلبيني                   | دولار أمريكي                   |
| الناتج المحلي الإجمالي (بليون دولار)                      | 313.60 مليار                  | 199.40 مليون                   |
| الناتج المحلي الإجمالي (تعادل القوة الشرائية) بليون دولار | 743.90 مليار                  | 207.25 مليون                   |
| الناتج المحلي الإجمالي الاسمي للفرد دولار أمريكي          | 2.90 ألف                      | 3.38 ألف                       |
| الناتج المحلي الإجمالي للفرد دولار أمريكي                 | 7.39 ألف                      | 3.80 ألف                       |
| مؤشر التنمية البشرية                                      | 0.668                         |                                |
| رمز المكالمات الدولي                                      | +63                           | +692                           |
| رمز الإنترنت                                              | .ph                           | .mh                            |
| المنطقة الزمنية                                           | توقيت الفلبين                 | ت ع م+12:00                    |

## منظمات دولية مشتركة
يشترك البلدان في عضوية مجموعة من المنظمات الدولية، منها:
| علم المنظمة | اسم المنظمة                   | تاريخ انضمام الفلبين | تاريخ انضمام جزر مارشال |
| ----------- | ----------------------------- | -------------------- | ----------------------- |
|             | البنك الدولي للإنشاء والتعمير | 27 ديسمبر 1945       | 21 مايو 1992            |
|             | بنك التنمية الآسيوي           | 1966                 | 1990                    |
|             | يونسكو                        | 21 نوفمبر 1946       | 30 يونيو 1995           |
|             | الاتحاد الدولي للاتصالات      | 25 مايو 1912         | 22 فبراير 1996          |
|             | مؤسسة التمويل الدولية         | 12 أغسطس 1957        | 23 سبتمبر 1992          |
|             | منظمة الشرطة الجنائية الدولية | ?                    | ?                       |
|             | الأمم المتحدة                 | 24 أكتوبر 1945       | 17 سبتمبر 1991          |
|             | مؤسسة التنمية الدولية         | 28 أكتوبر 1960       | 19 يناير 1993           |
|             | منظمة حظر الأسلحة الكيميائية  | ?                    | ?                       |

## وصلات خارجية
- موقع وزارة الخارجية الفلبينية